# جيريمي بورديلو
جيريمي بورديلو هو راكب الكنو كندي، ولد في 30 أبريل 1987 في تروا ريفيير في كندا.